# Melódica

Teclado de melódica con tres octavas (36 teclas).

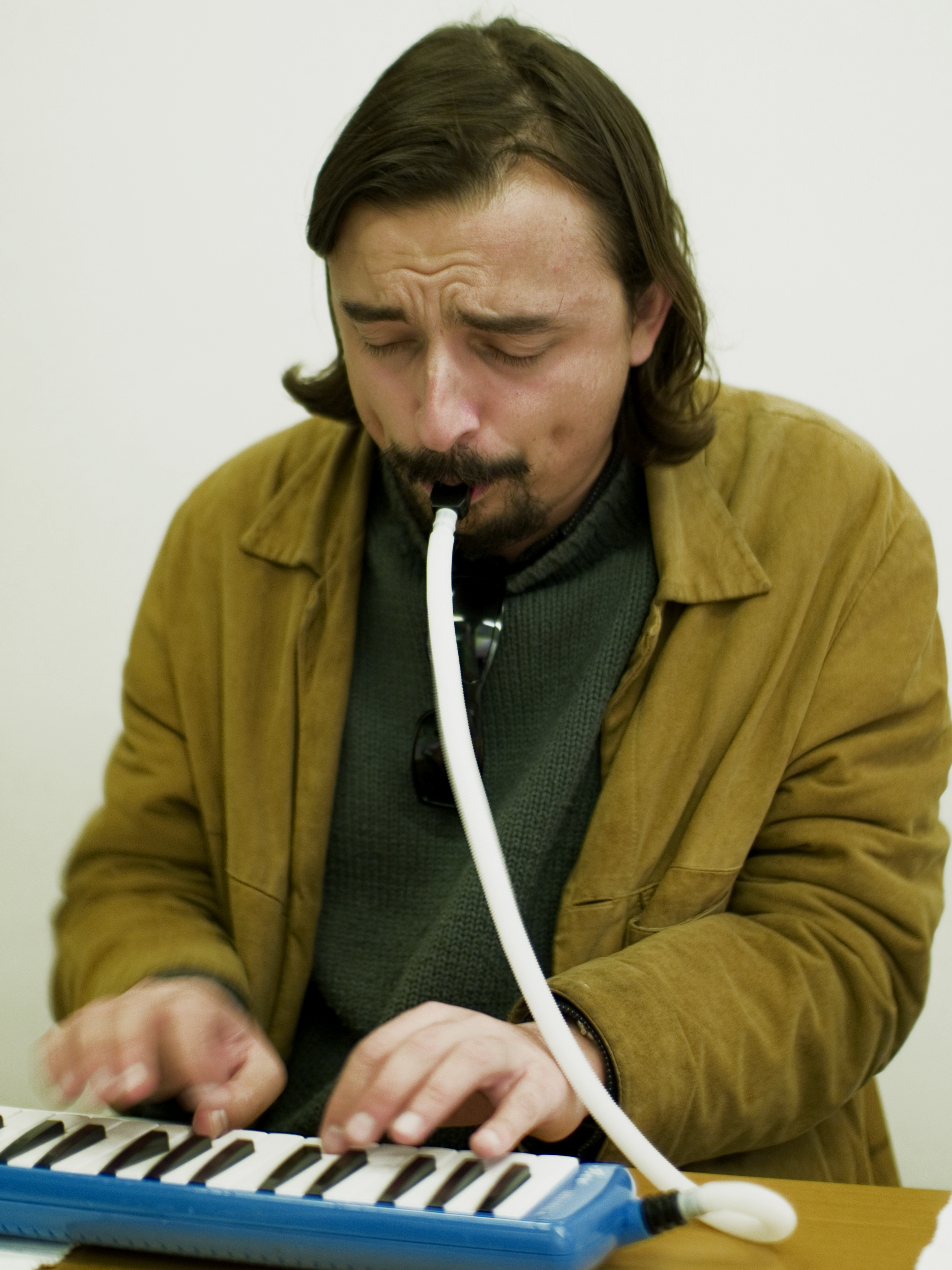
Melódica siendo tocada horizontalmente, con ambas manos y por medio de un tubo de aire.

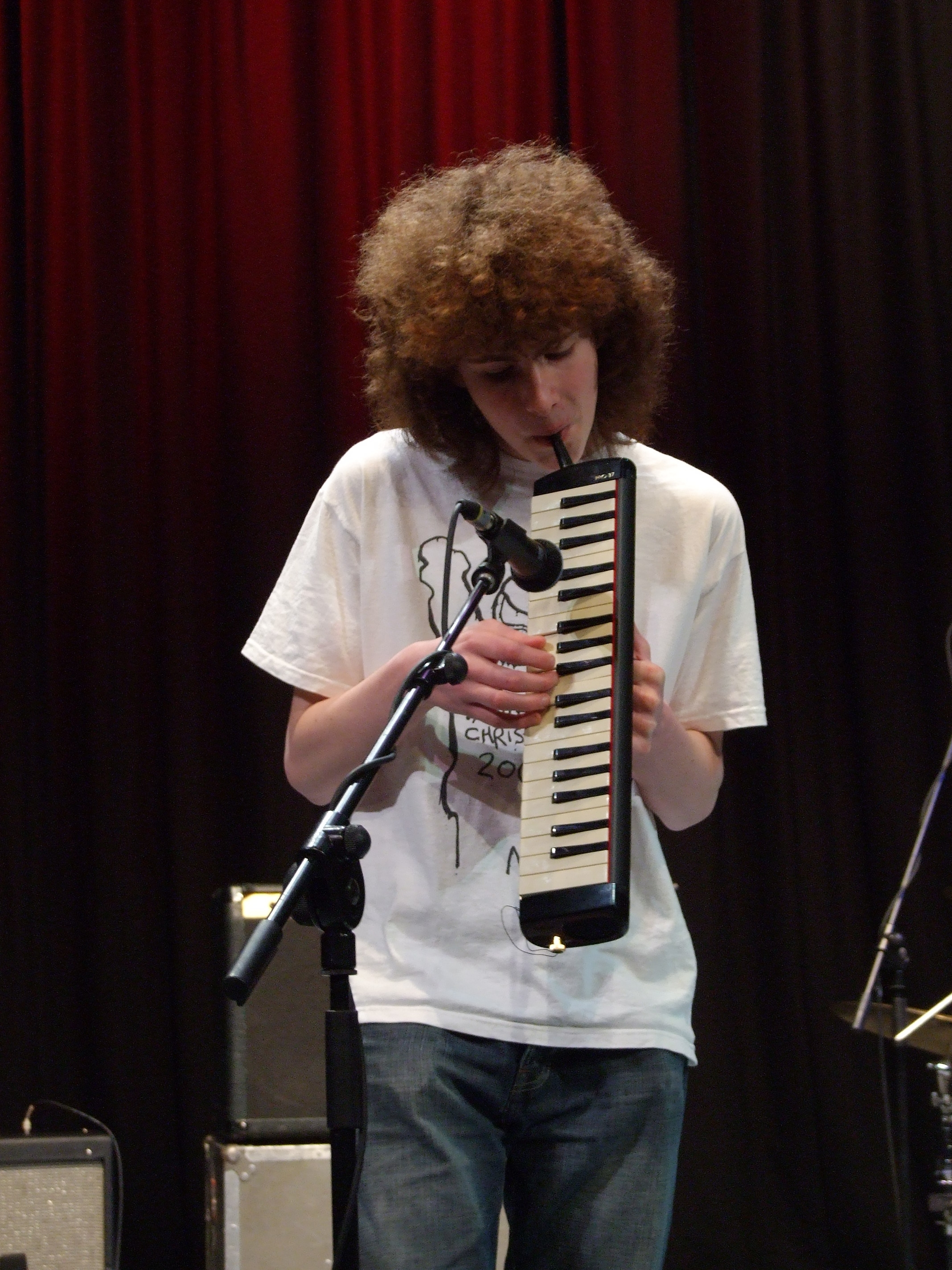
Melódica siendo tocada verticalmente con boquilla, sin el auxilio del tubo de aire.

La melódica es un instrumento de viento o aerófono de lengüetas libres, similar al acordeón o la armónica. Este instrumento presenta un teclado en la parte superior que produce sonido solo al soplar a través de una boquilla ubicada en un extremo del instrumento. Cada tecla tiene una caña o lengüeta. En los registros graves, las cañas son más alargadas mientras que en los registros agudos las cañas de forma descendente son más reducidas. Al presionar una tecla se abre un agujero, permitiendo que el aire fluya a través de una caña haciendo que se produzca el sonido. Usualmente su teclado es de dos o tres octavas. Las melódicas son portátiles. Han sido muy populares en la educación musical, sobre todo en Asia. 
Fue creado por la compañía Hohner en la década de 1950 o de 1960, empresa que patentó y popularizó su nombre. Pese a que otras marcas produjeron el mismo instrumento bajo otros nombres comerciales, como harmonica, melodión, pianica, melodihorn, orgamonica, mouth organ, pianohorn, piany, melodyhorn, piano de soplar, diamonica o clavietta entre otros, fue la palabra melódica la que permaneció como nombre genérico para esta clase de instrumento.
La melódica tiene un sonido parecido al de un acordeón o una armónica. También han sido muy populares en la educación musical en Latinoamérica siendo un instrumento bastante fácil de tocar.

## Tipos de melódicas y tonalidades

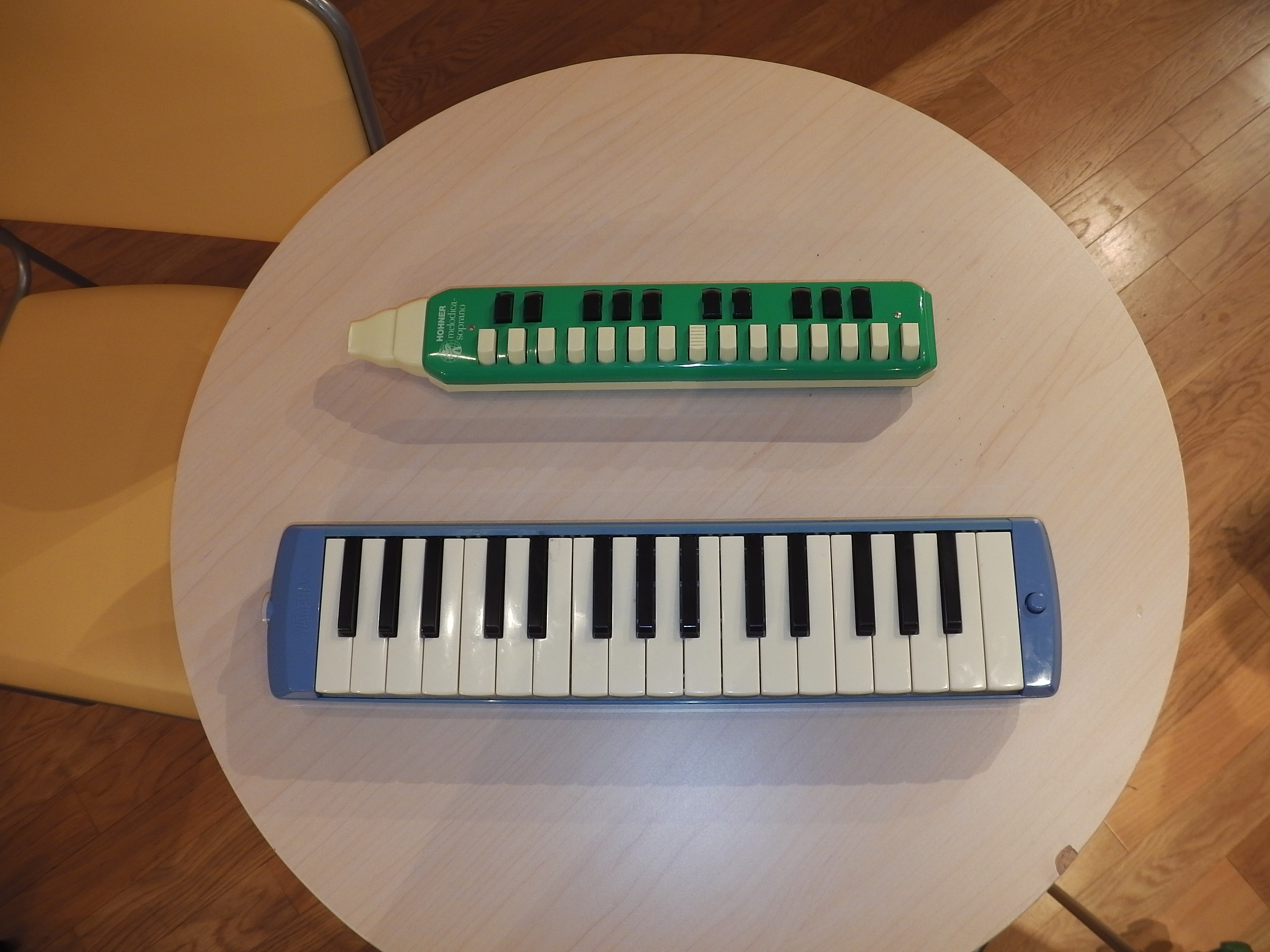
Hohner melódica soprano 25 teclas con botones y Yamaha Pianica P-32D con teclas de piano

Las melódicas pueden clasificarse principalmente por la gama del instrumento. Existen dos tipos de melódicas, las melódicas de botones como la Tokai Pianica, y las melódicas con teclado similar al del piano, tienen variadas formas y distintos rangos de altura de frecuencia del sonido. Por la altura pueden clasificarse en:
- Melódicas soprano: Suenan con una mayor altura que las tenores. Algunas están diseñados para ser tocadas con ambas manos simultáneamente; la mano izquierda toca las teclas negras, y la derecha las blancas. Otras se tocan como la melódica tenor.
- Melódicas tenores: Son un tipo de melódica con un rango más bajo. La mano izquierda sostiene el asa del lado inferior, y la mano derecha toca el teclado. Las melódicas tenores pueden ser tocadas con dos manos insertando un tubo flexible o rígido en la boquilla y colocando la melódica sobre una superficie plana.
- Melódicas contrabajo: Son de un rango todavía más bajo que las tenores, aunque son menos comunes que los otros registros de la melódica.
- Accordina: Usa el mismo mecanismo de lengüetas libres, pero con botones parecidos a los de un acordeón.

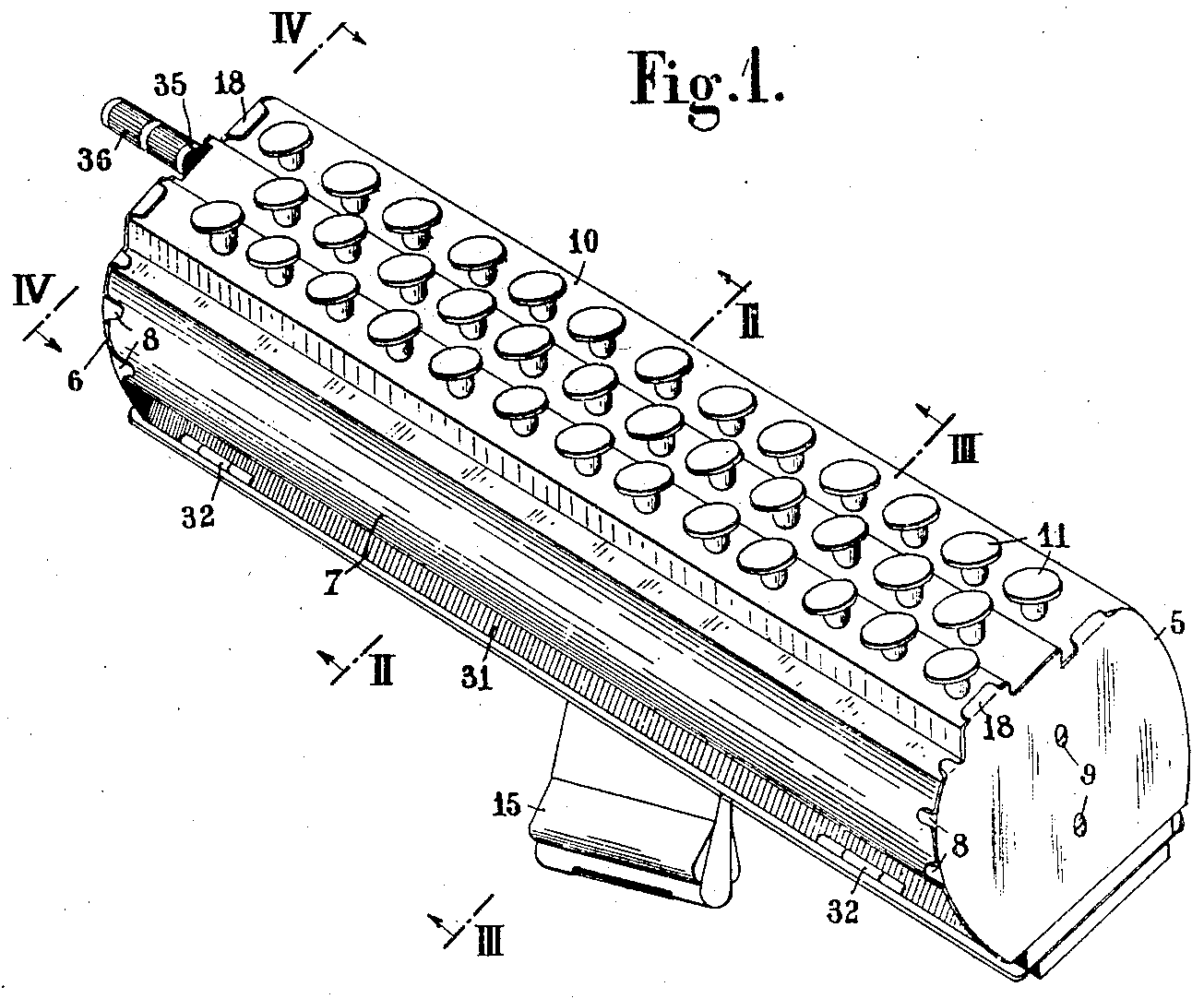
Dibujo de la patente EE. UU 2.461.806 que describe el “Armónico cromático” mejorado de André Borel con un teclado de acordeón cromático.

### Melódicas de madera
Aunque la mayoría de las melódicas están hechas de plástico, algunas están hechas principalmente de madera. La corporación Sound ElectrJHM hace MyLodica, una melódica de madera diseñada "... para producir un sonido más rico que el de sus parientes plásticos.” La compañía Victoria Accordion en Castelfidardo, Italia, produce una gama de melódicas y acordeones de madera. que comercializan bajo el nombre de Vibrandoneon.

## Nombres alternativos
Los fabricantes de melódicas más conocidos son Sound Electra, Angel, Hohner, Suzuki, Yamaha y Samick. También es conocida por otros varios nombres tales como melodion (Suzuki), melodia (Diana), pianica (Yamaha), mylodica (Sound Electra), melodyhorn (Angel), o clavietta. Cuando un técnico de grabación no conocía a una melódica, lo llamaban "hooter", la banda The Hooters lo usó como su nombre.